# Adrian Albu

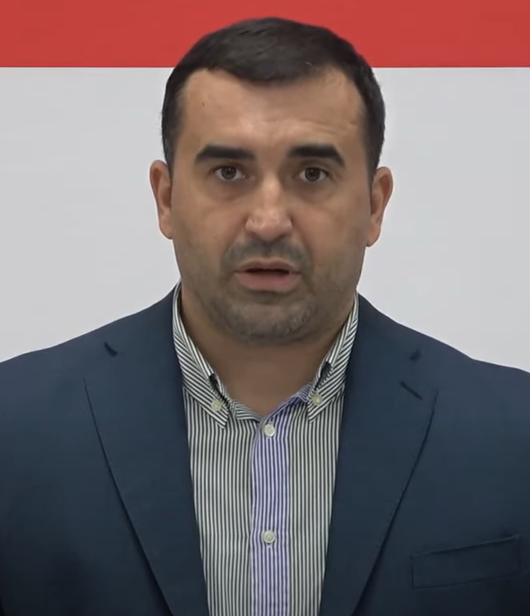
Adrian Albu (2023)

Adrian Nicolae Albu (* 29. April 1983 in Chișinău) ist ein Politiker der Partei der Sozialisten der Republik Moldau (PSRM) in der Republik Moldau, der seit 2022 Mitglied des Parlaments ist.

## Leben
Adrian Nicolae Albu begann nach dem Schulbesuch ein Studium der Rechtswissenschaften an der Staatlichen Universität Moldau (USM), welche er 2005 beendete. Ein dortiges darauf folgendes Promotionsstudium schloss er 2007 als Doktor der Wirtschaftswissenschaften ab und war zunächst zwischen 2006 und 2013 Mitarbeiter im Zentrum zur Bekämpfung von Wirtschaftskriminalität und Korruption CCCEC (Centrul pentru Combaterea Crimelor Economice și a Corupției) sowie von 2016 bis 2019 erst Berater des Vorsitzenden der Fraktion der Partei der Sozialisten der Republik Moldau PSRM (Partidul Socialiștilor din Republica Moldova) im Parlament (Parlamentul Republicii Moldova), ehe er zwischen 2019 und 2020 das Amt als Generalsekretär des Parlaments bekleidete. Im Anschluss fungierte er von 2021 bis 2022 als Berater des Vorsitzenden der Fraktion des Wahlbündnisses Blocul electoral al Comuniștilor și Socialiștilor (BCS).
Nach dem Tode von Elena Bodnarenco am 4. Juli 2022 wurde er als deren Nachrücker für die PRSM innerhalb des Wahlbündnisses BCS Mitglied des Parlaments.
Bei der Kommunalwahl 2023 war Albu Kandidat der PCRM für das Amt des Oberbürgermeisters von Chișinău, unterlag dabei allerdings dem amtierenden Oberbürgermeister Ion Ceban. Im Parlament ist er derzeit Mitglied der Kommission für nationale Sicherheit, Verteidigung und öffentliche Ordnung (Comisia securitate națională, apărare și ordine publică). Darüber hinaus engagiert er sich in der Interparlamentarische Union (IPU), der Freundschaftsgruppe mit Bosnien und Herzegowina, der Freundschaftsgruppe mit Kanada, der Freundschaftsgruppe mit der Schweizerischen Eidgenossenschaft sowie der Freundschaftsgruppe mit der Russischen Föderation.
Aus seiner Ehe mit Marina Albu gingen drei Kinder hervor.